# آستا هانستين
آستا هانستين (بالنرويجية البوكمول: Aasta Hansteen)‏ (المعروفة أيضًا باسم هاستا هانسين) (10 كانون الأول/ديسمبر1824-13 نيسان/أبريل 1908)، هي رسامة وكاتبة ونسوية نرويجية.

## الحياة والعمل
وُلدت آستا هانستين في كريستيانيا (أوسلو الآن)، وهي ابنة كريستوفر هانستين وهو أستاذ شهير في علم الفلك والجيوفيزياء والرياضيات التطبيقية في جامعة أوسلو. بدأت تعليمها الفني في كوبنهاغن (1840-1841) حيث تعلمت الرسم. واصلت تدريبها لمدة ثلاث سنوات في أكاديمية الفنون في دوسلدورف حيث درست الرسم بالفرشاة الناعمة. تعاقدت مع مدرسة دوسلدورف للرسم، وعرضت أعمالها في معرض العالم في باريس لعام 1855.
عادت إلى النرويج واستقرت في كريستيانيا حيث كانت تُطلب للعمل منذ عدة سنوات بصفتها فنانة البورتريه الوحيدة في المدينة. أكثر لوحاتها شهرة هي صورة والدها، وهي معروضة بشكل دائم في المعرض الوطني في النرويج.
استقالت من عملها الذي غرقت فيه لعدة سنوات وانتقلت إلى مدينة تيليمارك النرويجية، حيث بدأت بتطوير اهتمامها باللهجات النرويجية. عادت بعد ذلك إلى كريستيانيا ودرست مع اللغوي إيفار آسن. نشرت -بشكل مجهول- كتابًا صغيرًا كتبته باللغة النرويجية الحديثة في عام 1862، وتميزت في كونها أول امرأة تنشر باستخدام هذه اللغة.
انتقلت هانستين مع ابنتها بالرضاعة تيودورا نيلسن من كريستيانيا في 9 نيسان/أبريل في عام 1880. عاشت في الولايات المتحدة لمدة تسع سنوات من عام 1880 حتى عام 1889. أمضت ست سنوات ونصف في منطقة بوسطن وسنتين ونصف في بلدة ميدويست (شيكاغو). قابلت هانستين أو لاحظت كبار الإصلاحيين في نفس الوقت الذي فعلت به كل من لوسي ستون وجوليا وارد هاو وماري ليفرمور وويندل فيليبس.
حصلت على أول دخل لها من الكتابة لصحيفة فيردنز جانج التي تقع في كريستيانيا. عادت إلى النرويج في عام 1889 واتستأنفت اهتمامها بالحركة النسوية. انضمت إلى الجمعية النرويجية لحقوق المرأة، وأصبحت مساهمة نشطة في الصحافة النسوية.
كانت هانستين ناقدة قوية لتصورات اليهود والمسيحيين عن المرأة، والتي شعرت أنها تشوه قيمة المرأة الروحية. كانت شخصية قوية ومثيرة للجدل، وكانت تتردد إلى المقاهي والأسواق لوحدها، وأصبحت واحدة من الأشخاص الذين وضعوا بصمتهم الخاصة في أوسلو، وتوفيت في كريستيانيا.

## إرثها
عملت هانستين مع هنريك إبسن الذي جسد شخصية لونا هيسيل في مسرحيته «أعمدة المجتمع». بالإضافة إلى ذلك، اعتُقد أنها كانت مصدر إلهام لدور البطولة في فيلم العمة أولريك لغونار هيبرغ. ألفت عازفة البيانو والملحنة النرويجية أغاث باكر جروندل المقطوعات المخصصة لها. تميز قبرها في مقبرة المخلّص في أوسلو بتمثال نصفي من صنع غوستاف فيجلاند. كما سُمي شارعان في مقاطعة ستوفنر بمدينة أوسلو وفي تروندهايم باسمها. صممت النحاتة النرويجية نينا سوندباي تمثالًا لها يقع في منطقة أكير بريج في أوسلو.